# Call of Duty: Black Ops: Declassified
Call of Duty: Black Ops: Declassified est un jeu vidéo de tir à la première personne développé par nStigate Games et édité par Activision, sorti le 13 novembre 2012 sur PlayStation Vita. Jeu secondaire de la série Call of Duty, il sert de prologue à Black Ops II qui est sorti à la même date.
En plus de la campagne, le jeu contient un mode « hostile », similaire au mode survie de Modern Warfare 3, où il faut vaincre des vagues d'ennemis, ainsi qu’un mode multijoueur. Dès la sortie, le jeu souffre d’avis négatifs avec des critiques sur une IA des ennemis jugée mauvaise, la présence de nombreux glitchs et un multijoueur défectueux, notamment.

## Campagne
La campagne de Black Ops: Declassified consiste en des missions basées sur des objectifs que les joueurs peuvent revisiter afin d’améliorer leurs performances. Le mode solo du jeu, intitulé « Opérations », est composé de 10 missions dont l’histoire se déroule entre 1975 et 1982. On y incarne Alex Mason et Frank Woods, les héros emblématiques de la saga Black Ops.

### Synopsis
Le 12 janvier 1990, après l’invasion américaine du Panama, l’analyste de la CIA Ryan Jackson a réalisé un rapport sur plusieurs missions menées par les opérateurs Alex Mason et Frank Woods, gérées par l’agent Jason Hudson. Le rapport mentionne à plusieurs reprises l’implication du trio avec plusieurs personnalités, telles que Nikita Dragovich, le président John F. Kennedy et Raul Menendez.
Le 29 avril 1975, Woods a été envoyé à Saigon, au Viêt Nam, pour détruire plusieurs machines de cryptage connues sous le nom de système Parable. Le lendemain, il est arrivé à l’aéroport international de Tan Son Nhat pour secourir un groupe d’agents de la CIA et les évacuer en lieu sûr.
En 1976, Mason a été affecté à l’opération Active Measures, qui l’a amené à se rendre à Berlin, en Allemagne, pour récupérer des informations d’un transfuge de la Stasi. Cependant, le transfuge a été tué avant que l’échange ne puisse être effectué. Mason a suivi les tueurs jusqu’à un réseau d’espionnage du KGB, dirigé par le colonel Mikhail Belov. Mason a réussi à récupérer les informations et a tué Belov dans le processus.
Au cours de l’hiver 1977, Hudson a appris que le KGB cherchait à relancer le projet Nova, au même endroit où il l’a effectivement fermé : le mont Iamantaou. Une escouade dirigée par Woods a été envoyée sur le site, mais lui seul a réussi à survivre. Woods est entré dans l’installation et a tué Schlussel, le protégé de l’ancien créateur du Nova 6, Friedrich Steiner. Des documents récupérés sur place mènent Hudson et Woods à un site de lancement de missiles du KGB, où ils ont prévu d’ajouter un dispositif de dispersion de gaz Nova à un missile balistique intercontinental. Woods a pu arrêter le lancement, mais a ensuite appris qu’un de ses coéquipiers avait été capturé au Iamantaou après leur arrivée. Il est allé sauver son coéquipier contre les ordres d’Hudson, mais il était trop tard pour le sauver. Woods a ensuite mis des charges autour de l’installation et l’a entièrement détruite.
Le 19 juillet 1979, Mason a été envoyé à Managua, au Nicaragua, pour escorter un agent d’infiltration, capturé par les Sandinistes et les forces du KGB, en lieu sûr. 3 mois plus tard, il a été envoyé en Afghanistan pour secourir une cible de grande valeur qui avait des informations sur les Moudjahidines.
Jackson termine son rapport avec des informations sur l’invasion du cartel de Menendez en 1982, qui s’est terminée par l’assassinat de leur chef, Jose Luiz Menendez. Bien que couronnée de succès, la mission n’a pas stoppé les activités du cartel, maintenant dirigé par le fils de José : Raul Menendez.

## Développement
Cette version se caractérisa par un développement chahuté.
L'annonce d'un Call of Duty sur Vita est faite en janvier 2011 mais, très vite, Activision et Treyarch ne communiqueront pratiquement jamais sur le jeu. On apprendra juste vers début juin 2012 que cet épisode ne serait pas un simple portage des versions consoles de salon mais bien un épisode propre à la portable de Sony. On ignorait toutefois qui développerait le jeu. Le site anglophone Videogamer.com posera la question à Treyarch, studio responsable des Call of Duty Black Ops, et se verra répondre que Treyarch ignorait le développement d'une version portable.
En août, on apprend que le studio Nihilistic (aujourd'hui disparu) est chargé du développement tandis qu'en août, après la première présentation du jeu, Treyarch et Infinity Ward font savoir qu'ils ne sont en rien impliqués dans le développement de la version Vita. Ainsi, le responsable de la communication de Treyarch (John Rafacz) déclare au micro de CVG : « Nous n'avons pas été impliqués dans la version Vita. » De son côté, Activision précise qu'il reste bien l'éditeur du jeu et que Treyarch a juste été consulté pour assurer une cohérence scénaristique puisque cette version Vita se déroule entre Black Ops 1 et 2.
C'est en octobre qu'Activision rend public la date de sortie du jeu : le 13 novembre 2012.

## Réception
Call of Duty Black Ops: Declassified a reçu un accueil globalement très négatif de la part de la presse spécialisée. La première critique porte sur la durée de vie extrêmement réduite de sa campagne solo (les testeur l'évaluant à maximum 50 minutes) ainsi qu'un multijoueur défectueux (avant l'apparition d'un patch de correction) et un aspect technique globalement peu soigné.
Le site GameRankings qui fait la moyenne des différents scores obtenus par le jeu dans les tests de 36 magazines et sites internet lui donne une note cumulée de 32,31 %.
Malgré ces critiques le jeu s'est correctement vendu. En Angleterre le jeu se classe en 16e position des ventes toutes consoles confondues après sa première semaine de commercialisation avec 118 615 exemplaires vendus. C'est la deuxième plus grosse vente sur PS Vita derrière Uncharted: Golden Abyss.